# James Gibbs
Pour les articles homonymes, voir Gibbs.
James Gibbs, né à Aberdeen le 23 décembre 1682 et mort à Londres le 5 août 1754, est un architecte britannique, l'un des plus influents de son époque, au travers des Treize colonies notamment. Né en Écosse, il étudia l'architecture à Rome. Ses principales réalisations de style georgien sont l'église St Martin-in-the-Fields à Londres, le Senate House de l'université de Cambridge et la Radcliffe Camera de l'université d'Oxford.